# Onthophagus javanensis
Onthophagus javanensis là một loài bọ cánh cứng trong họ Bọ hung (Scarabaeidae).